# Detvianska Huta
Detvianska Huta (slowakisch im 19. Jahrhundert „Mikulášová“; ungarisch Zólyommiklós – bis 1907 Miklósfalu, zeitweise auch Dettvahuta) ist eine Gemeinde in der Mitte der Slowakei mit 689 Einwohnern (Stand 31. Dezember 2024), die im Okres Detva, einem Teil des Banskobystrický kraj, liegt.

## Geographie

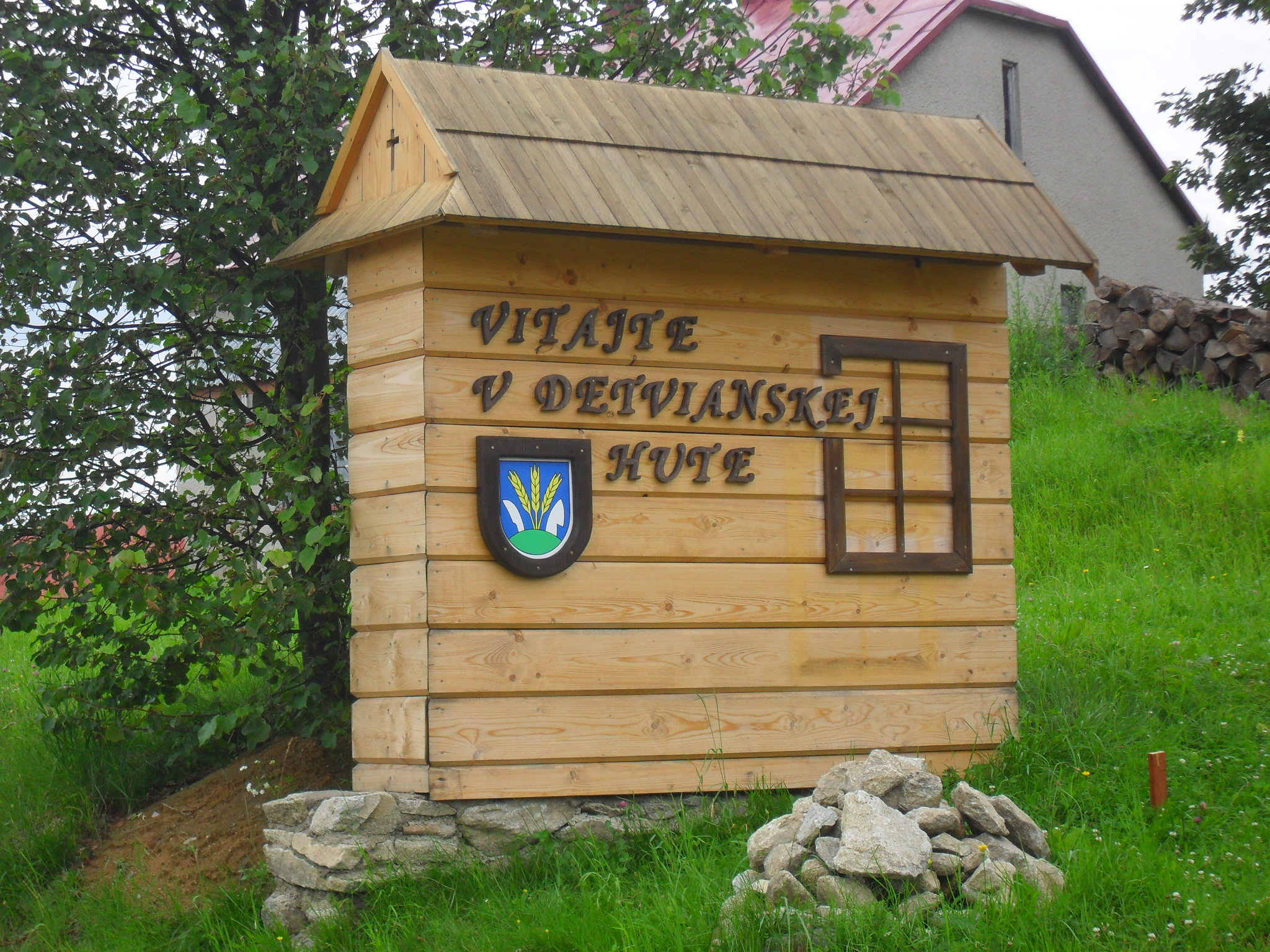
Willkommensschild am Ortseingang

Die Gemeinde befindet sich im Gebirge Veporské vrchy, einem Teil des Slowakischen Erzgebirges. Das Gemeindegebiet wird von Nebenflüssen von Ipeľ und Slatina entwässert. Das Ortszentrum liegt auf einer Höhe von 821 m n.m. und ist sechs Kilometer von Hriňová sowie 16 Kilometer von Detva entfernt.
Verwaltungstechnisch hat die Gemeinde fünf Gemeindeteile: Bratkovica, Detvianska Huta, Komárno, Vrchdobroč und Žabica.
Nachbargemeinden sind Hriňová im Westen und Norden, Látky im Osten, Kotmanová im Süden sowie Dobroč und Podkriváň im Südwesten.

## Geschichte

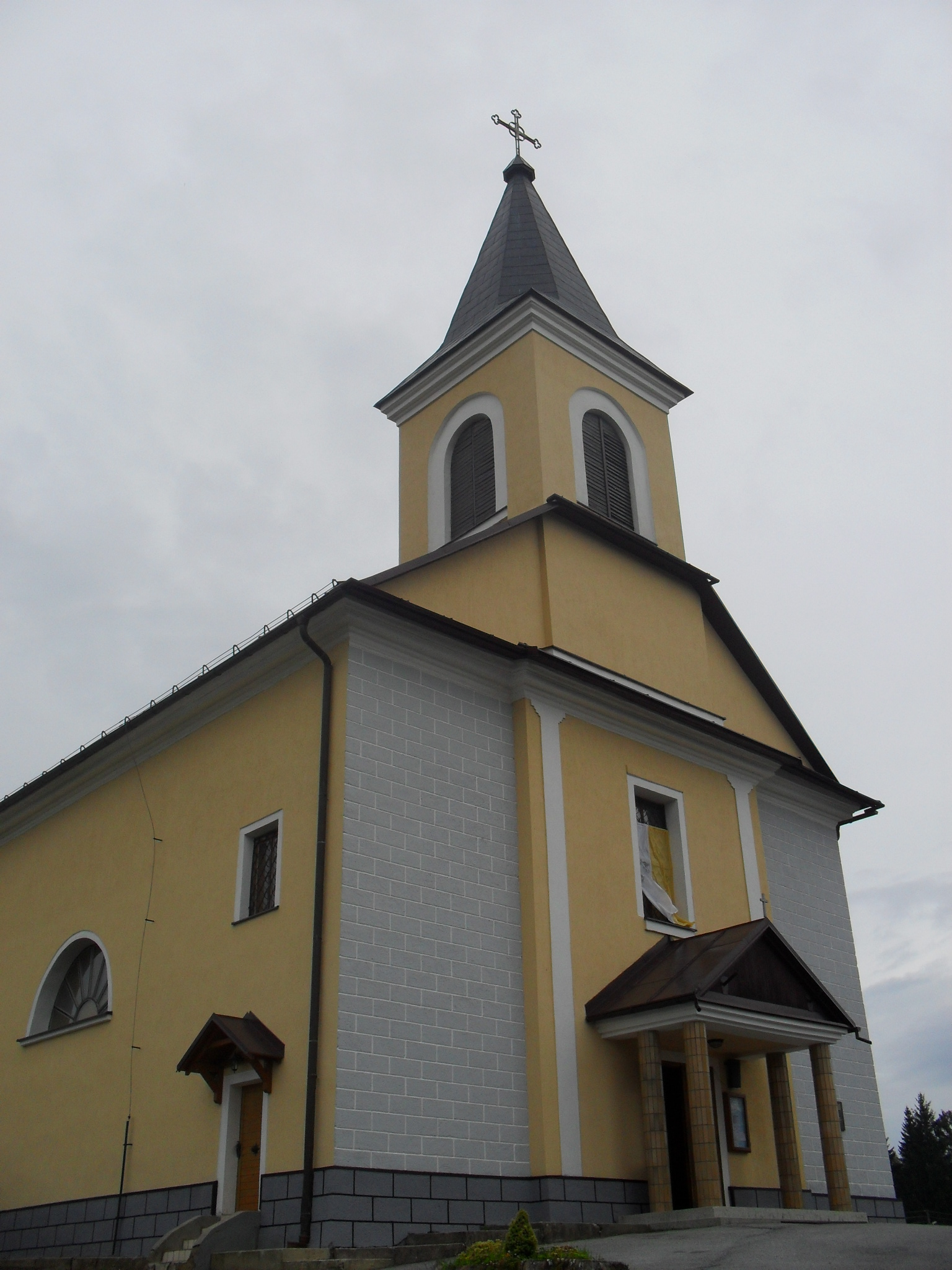
Kirche in Detvianska Huta

Die Gemeinde entstand in der zweiten Hälfte des 18. Jahrhunderts aus den Einzelhöfen Bratkovica und Komárno sowie aus einer Siedlung bei einer Glashütte, die auf Anlass des Herrschaftsguts von Vígľaš gegründet wurde, nachdem die dafür nötigen Wälder bei Vígľašská Huta schon gefällt worden waren. Die ersten Einwohner (14 Familien) kamen 1763 aus Mähren, genauer aus der Gegend von Brumov und Vsetín. Nach 1775 erhielten die Hütte und die Siedlung ihre Namen nach Nikolaus Esterházy (Mikloss Huta), dennoch beendete die Hütte im Jahre 1801 ihren Betrieb. 1828 zählte man 142 Häuser und 1.185 Einwohner, die in Landwirtschaft beschäftigt waren.
Bis 1918 gehörte der im Komitat Sohl liegende Ort zum Königreich Ungarn und kam danach zur Tschechoslowakei beziehungsweise heute Slowakei. Unmittelbar nach dem Slowakischen Nationalaufstand wurden 28 Einwohner in deutsche KZ Buchenwald und Mauthausen verschleppt.

## Bevölkerung
| Jahr                | 1994 | 2004    | 2014    | 2024    |
| ------------------- | ---- | ------- | ------- | ------- |
| Anzahl der Personen | 820  | 756     | 704     | 689     |
| Unterschied         |      | −7,80 % | −6,87 % | −2,13 % |

| Jahr                | 2023 | 2024    |
| ------------------- | ---- | ------- |
| Anzahl der Personen | 685  | 689     |
| Unterschied         |      | +0,58 % |

Gemäß der Volkszählung 2011 wohnten in Detvianska Huta 722 Einwohner, davon 696 Slowaken, zwei Tschechen und ein Magyare; vier Einwohner waren anderer Ethnie. 19 Einwohner machten keine Angabe. 675 Einwohner gehörten zur römisch-katholischen Kirche und vier Einwohner zur evangelischen Kirche A. B. 12 Einwohner waren konfessionslos und bei 31 Einwohnern wurde die Konfession nicht ermittelt.
Ergebnisse nach der Volkszählung 2001 (779 Einwohner):
| Nach Ethnie: - 99,36 % Slowaken - 0,26 % Tschechen | Nach Konfession: - 98,84 % römisch-katholisch - 0,64 % konfessionslos - 0,39 % evangelisch - 0,13 % keine Angabe |

## Bauwerke
- römisch-katholische Kirche im neoromanischen Stil aus den Jahren 1842–1843